# 普羅斯珀里蒂 (佛羅里達州)
普羅斯珀里蒂（英語：Prosperity）是位於美國佛羅里達州霍爾姆斯縣的一個非建制地區。該地的面積和人口皆未知。

## 地理
普羅斯珀里蒂的座標為30°51′07″N 85°56′49″W / 30.85194°N 85.94694°W，而該地的平均海拔高度為46米（即151英尺）。